# Thunströms köpmansgård

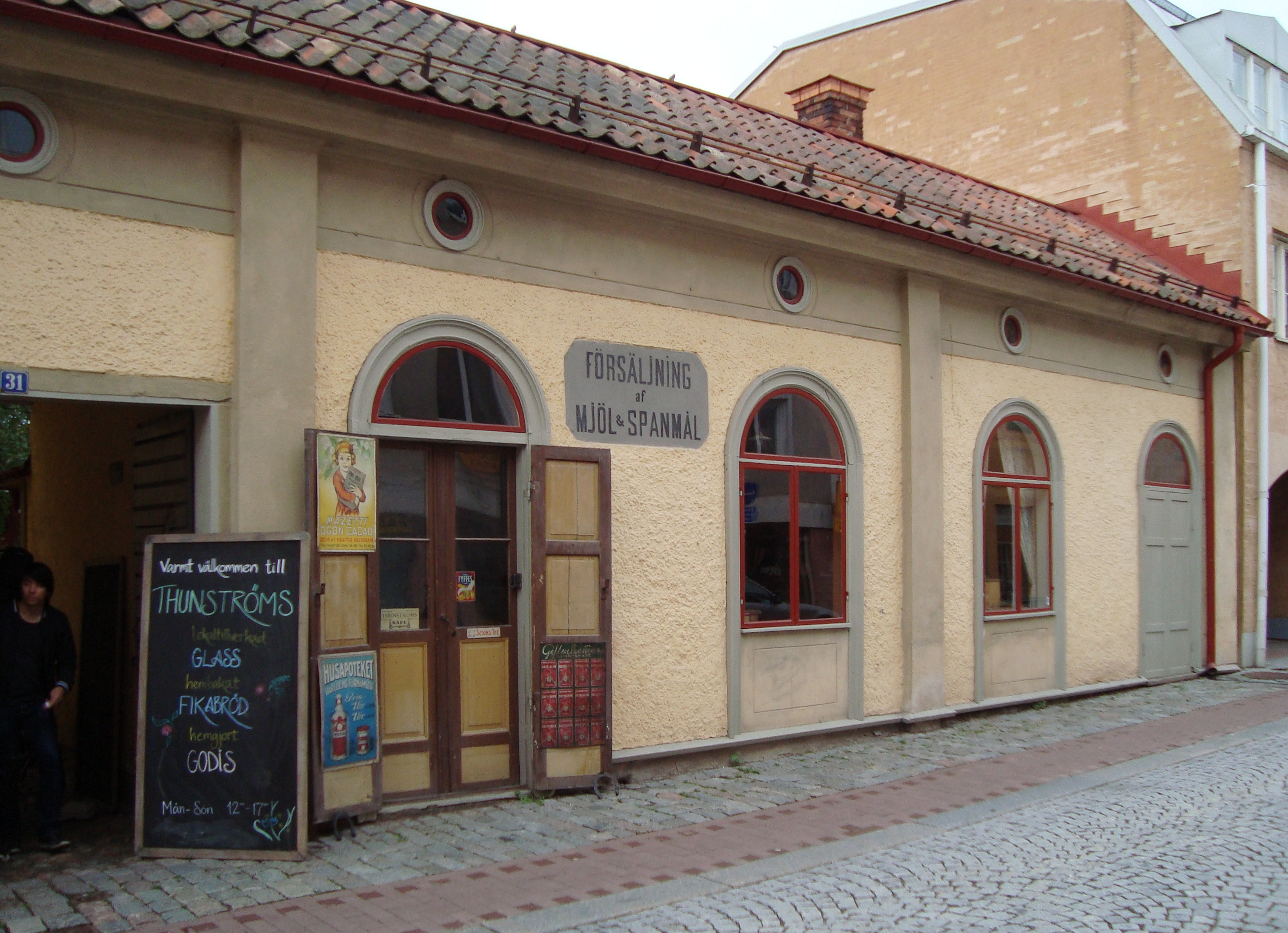
Thunströms köpmansgård

Thunströms köpmansgård är ett museum i centrala Falun.
Längs med Slaggatan, mellan Stora torget och Kung Gustafs torg, ligger Thunströms köpmansgård som är en handelsgård från slutet av 1700-talet. Gården renoverades i början 1990-talet och håller nu öppet sommartid. Thunströms innehades av Erik Thunström mellan 1897 och till mitten på 1940-talet. Sönerna ärvde gården som förföll, köpmannaföreningen i Falun tog vid och så småningom övergick den unika gården till kulturnämnden i Falun. Besökarna erbjuds guidad visning av bostaden, möjlighet att köpa gammeldags karameller och leksaker i butiken samt att ta en fika i det lummiga trädgårdskaféet på innergården.
Sommartid arrangeras teateruppsättningar och konserter i ladan på innergården. Uppförda pjäser är specialskrivna "En ny dag på Thunströms köpmansgård" om Falu stads historia och "Teaterupptåget på Thunströms" om revyartisten Ernst Rolf. Musiker som Tallest man on earth har spelat i den gamla ladan.